# 杨月生
杨月生，山西人，中华人民共和国政治人物。
1986年，担任山西长治市市长。此后担任山西省煤炭工业协会会长。